# 许慎真
许慎真，元朝人物。大蒙古国薛禅汗忽必烈（元朝皇帝元世祖）的可敦（哈屯，汉译皇后）。
《史集》以许慎真为许兀慎部博爾忽的女儿，生下儿子爱牙赤和宁王阔阔出。元朝的后妃只有两等，汉人称之为皇后与妃子。元世祖以后只有得到策宝的皇后才算正宫皇后，元世祖的第二斡儿朵察必、南必两位皇后，先后得到皇后册宝。《元史》没有记载许慎真的名字和所属斡儿朵。《新元史》将她与镇南王脱欢的母亲伯要兀真当作同一人。